# Aldo Topasio
Aldo Topasio Ferretti (Valparaíso, 8 de abril de 1939-Valparaíso, 4 de noviembre de 2019), fue un jurista, historiador del derecho, investigador de Derecho Romano y Derecho Civil chileno, y presidente de la Società Italiana d'Instruzione.
Su vida académica estuvo ligada a la Escuela de Derecho de la Universidad de Valparaíso y su predecesora, la Sede de Valparaíso de la Escuela de Derecho de la Universidad de Chile. Allí Topasio cursó su Licenciatura en Derecho. Se desempeñó como profesor de Derecho Romano en esa escuela desde el año 1970.

## Actividades académicas
Topasio fue docente e investigador en las áreas del Derecho Romano, el Derecho Civil y la Historia del Derecho. Publicó quince libros sobre esas materias, los cuales gozaron de un importante reconocimiento en el exterior.
Además, tomó a su cargo la edición del ‘’Homenaje a Norberto Bobbio’’, del Anuario de Filosofía Jurídica y Social N.º 8, de la Sociedad Chilena de Filosofía Jurídica y Social, y la Sociedad Internacional de Filosofía Jurídica y Social (IVR).
Perteneció a la Sociedad Chilena de Historia del Derecho y Derecho Romano, y a la Società Italiana d'Instruzione.

## Pensamiento
Aldo Topasio efectuó aportes sustantivos a las investigaciones en el Derecho Romano. 
Realizó investigaciones especializadas en las fuentes del Derecho Romano, las personas y los bienes en ese derecho. Además, Topasio se ocupó de la enseñanza del ramo. Destacan, en fin, sus reflexiones teórico-jurídicas sobre el tipo de derecho que se va conformando en Roma, un derecho que "se desarrolló no por la vía de la ley, sino por la vía de la jurisprudencia". Topasio distingue un derecho jurisprudencial, el cual se caracteriza por la adecuación entre la norma y lo que llama el "hecho social", y un derecho "legalista", que se funda en la producción normativa del legislador y por esa vía puede separarse más fácilmente del hecho social y volverse abstracto. La manera romana (clásica) de entender al derecho se contrapone directamente al pensamiento del "positivismo legalista". El Derecho Romano, en cambio, fue un "derecho jurisprudencial, entendiendo iurisprudentia en el sentido de criterio o doctrina del jurista, denominado en Roma jurisprudente o jurisconsulto". El jurista es una persona dotada de un "saber socialmente reconocido" o "auctoritas", en virtud del cual consigue ir dando forma a "criterios que gradualmente va asimilando y aceptando la consciencia social sobre lo justo en su devenir histórico". El elemento fundamental sobre el cual se organiza el Derecho Romano es esta capacidad de adecuación: de "vincular la norma con el hecho social, alejándose siempre de las abstracciones conceptuales". Incluso el "pretor" se encuentra influido por la labor jurisprudencial, de tal manera que "siempre existió ... una correlación íntima entre jurisprudente y pretor, lo que se reflejaba en la práctica, es decir, en los medios para reclamar justicia (acciones) que el pretor otorgaba, o bien, denegaba".

## Obras (selección)
- Estudios de Derecho Romano. EDEVAL. Valparaíso, 1975.
- La Posesión Inscrita en el Derecho Romano. Valparaíso, 1978.
- La vocación jurídica de Arturo Prat (en coautoría con Horacio Navarro Mayorga). Valparaíso, 1979.[10]
- Regularización de los títulos de dominio. Propiedad rural y urbana: Decreto Ley Nº 2695. EDEVAL. Valparaíso, 1979 - 80 p.[11]
- Los Bienes en el Derecho Romano. EDEVAL. Valparaíso, 1981 - 142 p. (2 ediciones).
- La Escuela de Derecho de la Universidad de Valparaíso (en coautoría con Horacio Navarro Mayorga y Antonio Pedrals). Valparaíso, EDEVAL, 1982.
- Derecho Romano: Fundamentos para la docencia. Valparaíso, Editorial Latinoclásica, 1992 - 493 p.
- Derecho Romano Patrimonial. UNAM. México, 1992 - 194 p. (siete ediciones).[4][12] ISBN 9683623107, ISBN 9789683623102
- Derecho Civil Romano. Valparaíso, 1992.
- Fuentes del derecho chileno en la precodificación (1810-1857). EDEVAL. Valparaíso, 1986 - 101 p. (diez ediciones).[13][14][15]
- Fuentes del Derecho Chileno en la Codificación. Facultad de Derecho y Ciencias Sociales, Universidad de Valparaíso, 1990 - 122 p.[16]
- Historia del Derecho. EDEVAL. Valparaíso, 1996 - 159 p. ISBN 956200063X, ISBN 9789562000635.[17]
- La Tradición. Su función de pago en el Código Civil. EDEVAL. Valparaíso, 2007 - 213 p. ISBN 978-956-200-095-6
- Tradición de perfección y de pago: sus elementos, estructura e interdisciplina con el contrato translaticio. EDEVAL. Valparaíso, 2011 - 149 p. ISBN 9562001040, ISBN 9789562001045
- Sistema Registral Inmobiliario del Código Civil. Valparaíso 2017.
- Carácter integrador e interpretativo de los principios generales del derecho en la codificación, en: Anuario de Filosofía Jurídica y Social Nº 7, 139-150.